# Nymphuliella
Nymphuliella és un gènere monotípic d'arnes de la família Crambidae descrit per William Harry Lange el 1956. Conté només una espècie, Nymphuliella daeckealis, descrita per F. Haimbach el 1915. Es troba als Estats Units d'Amèrica des de Nova Jersey al sud fins a Florida i l'oest al Colorado.